# Аркен Уак
Аркен Батталулы Уак (ранее — Аркен Батталович Уваков) — советский и казахстанский ученый-геолог, к.г.н., доцент, советский и казахский диссидент, казахстанский оппозиционный деятель, публицист, политический и общественный деятель, автор скандальной книги «Материалы геноцида, организованного н. А. Назарбаевым против казахского народа в декабре 1986 года», участник Декабрьских событий 1986 года в Алматы и единственный осужденный декабрист по линии КГБ на 8 лет и этапированный за пределы Казахстана, в Магадан, как организатор.

## Биография
Родился 15 августа 1930 года в поселке Тайтуйген Павлодарской области.
После окончания средней школы, в 1949 году поступает в Московский геологоразведочный институт имени Орджоникидзе. 1965—1966 году учился в аспирантуре Московского геологоразведочного института, там же получил степень кандидата геологических наук.
В 1966 году назначен старшим преподавателем в Алматинском политехническом институте.
С 1971 года был старшим научным сотрудником в Казахском государственном университете.
В следующие годы преподавал в Алматинском архитектурно-строительном институте.
В 1975 году назначен главным инженеров в Торгайской геологической экспедиции. В те годы написал 2 объемные монографии по бурению. Под его руководством в 1976 году геологическая экспедиция Орлова получила хороший результат при бурении.
Не состоял в КПСС, с ранних лет был сторонником независимости Казахстана, что сказалось на его карьере. Выше должности заведующего кафедрой его отказывались выдвигать.
В дни декабрьских событий 1986 года поддержал требования студентов по противодействию московскому диктату и участвовал в демонстрациях.
По ст.ст. 60, 65 УК КазССР и ст. 146 ч. 1 УК КазССР и по ст. 65 УК КазССР осудили на 8 (восемь) лет лишения свободы с конфискацией имущества с отбыванием наказания в ИТК усиленного режима. На основании ст. 26 УК КазССР лишили Увакова А. Б. права заниматься педагогической деятельностью сроком на пять лет после отбытия основного наказания за участие в декабрьских событиях 1986 года по обвинению в организации массовых беспорядков и разжигании национальной розни.
Этапирован в Магадан.
По делу Увакова А. Б. было уволено более 70 преподавателей, среди них были: Валерий Каро-Мадэ, Шарип Омаров и Нинель Фокина.
Аркен Уваков даже осужденным не переставал заниматься общественными делами, в частности он помогал другим заключенным отстаивать свои права на зоне, писал за них ходатайства.
При поддержке главы Алматинского Хельсинкского комитета Нинель Фокиной, Валерия Каро-Мадэ, общественного деятеля и его супруги Тохтар Рахметовой осуждение Увакова А. Б. вызвал большой общественный резонанс.
Освобожден был в 1991 году под давлением общественности, без признания вины и прошения о помиловании, реабилитирован в 1994-м. Заниматься преподавательской деятельностью ему не разрешили.
В 2000 году в Москве вышла его книга с материалами о декабрьских событиях в Алматы в 1986 году под названием «Материалы геноцида, организованного н. А. Назарбаевым против казахского народа в декабре 1986 года». Но практически весь её тираж исчез по дороге в Казахстан. Но Аркен Уак не сдался и написал продолжение книги. Второе его произведение под названием «Геноцид» вышло в свет уже после смерти создателя, но тираж также попал в руки спецслужб.
Умер в 2003 году после продолжительной болезни.

## Научные труды
- Уваков А. Б. Шароструйное бурение. М: Недра. 1969
- Расчет движения шара в струйном аппарате // Математика и механика: Тез.докл. 5-й Казахст. межвуз.науч. конф. по математике и механике, 9-11 сент. 1974 г. 4.2: Механика. — Алма-Ата, 1974. / Соавт.: А. Б. Уваков, Т. Сейтбеков.
- Экспериментальное исследование гидродинамики шароструйного аппарата // Прикладная и теоретическая физика. — Алма-Ата, 1972.-Вып. З. / Соавт.: Т. Сейтбеков, А. Б. Уваков.
- Движение шара в камере смешения шароструйного аппарата // Прикладная и теоретическая физика. — Алма-Ата, 1972.-Вып.4./ Соавт.: Т. Сейтбеков, А. Б. Уваков.
- К методике исследования гидродинамики шароструйного аппарата // Физика: Сборник статей аспирантов и соискателей. — Алма-Ата, 1969.- Вып. 4. / Соавт.: С. И. Тналиев, А. Б. Уваков.
- Гидродинамика шароструйного аппарата (Плоская модель) // Вопросы общей и прикладной физики: Труды первой респ. конф. по вопросам общей и прикладной физики 15-19 мая 1967 г. — Алма-Ата, 1969.-С.122-124 / Соавт.: С. И. Тналиев, А. Б. Уваков.
- Уваков А. Б. Исследование и разработка шароструйного способа бурения направленных геологоразведочных скважин: дис. на соискание ученой степени канд. техн. наук. — Москва, 1965
- Уваков А. Б., Штрассер В. В. Патент № 417599, E 21 B 7/18. Шароструйный снаряд для бурения скважин. № 1451266; Заявлено 15.06.1970; Опубл. 28.02.1974.
- Баталов К. К., Уваков А. Б. Круговое фотографирование скважин. М. Недра 1972 г.
- Уак А. Б. «Материалы геноцида, организованного н. А. Назарбаевым против казахского народа в декабре 1986 года» Москва, 2000